# Matilda Guez
Matilda Guez (hebr.: מטילדה גז, ang.: Mathilda Guez, ur. 15 sierpnia 1918 w Susie, zm. 3 maja 1990) – izraelska polityk, w latach 1965–1977 poseł do Knesetu z list Rafi oraz Koalicji Pracy.

## Życiorys
Urodziła się 15 sierpnia 1918 w Susie we Francuskim Protektoracie Tunezji. W Tunezji uczęszczała do szkoły średniej. Do Izraela wyemigrowała w 1957.
W latach 1957–1964 należała do Mapai. Od 1959 zasiadała we władzach Światowego Kongresu Żydów. Od 1964 należała do Rafi, a W wyborach parlamentarnych w 1965 po raz pierwszy dostała się do izraelskiego parlamentu z listy tego ugrupowania. Od 1968 była członkiem Izraelskiej Partii Pracy, a w wyborach 1969 i  1973 dwukrotnie jeszcze zdobywała mandat z listy Koalicji Pracy.
Zmarła 3 maja 1990.